# شارع المهندسين المعماريين البولنديين
شارع المهندسين المعماريين البولنديين هو شارع يقع في منطقة سابيل في باكو. سمي الشارع على اسم أحد الشوارع في منطقة باكو التاريخية لتخليد أسماء المهندسين المعماريين البولنديين.

## عن الشارع
تم تسمية الشارع تكريما للمهندسين المعماريين البولنديين الذين عملوا في أحد الأحياء التاريخية في باكو. يوجد في أحد المباني لوحة تذكارية بأسماء المهندسين المعماريين البولنديين - جوزيف غوسلافسكي، كازيمير سكورويش، جوزيف بوزك، يوجينيوس سكيبينسكي، والمنحوتات الحجرية لقصر مورتوزا مختاروف، وقصر الإسماعيلية، ومبنى مدينة باكو التنفيذي في غولاييف، ومنزل أغابالا. مؤلف اللوحات التذكارية هو المهندس المعماري الأذربيجاني إيلباي جاسيمزاده. أقرب محطة مترو إلى الشارع هي محطة الساحل.